# Slag bij Mons Badonicus
De Slag bij Mons Badonicus (Engels: Badon Hill /ˈbeɪdən/, Welsh: Mynydd Baddon) is een legendarische veldslag waarvan met weinig zekerheid te zeggen valt dat deze daadwerkelijk heeft plaatsgevonden. Een mogelijke veldslag zou omstreeks het jaar 500 zijn uitgevochten in het zuidwesten van Engeland. De strijdende partijen waren de Romano-Britten en de binnenvallende Angelsaksen. Sinds de 9e eeuw wordt de Britse overwinning aan de mythische koning Arthur toegeschreven, maar het is waarschijnlijker dat een andere leider, Ambrosius Aurelianus, het bevel voerde over de Britten. Als commandant voor de Angelsaksen wordt koning Aelle van Sussex, de eerste bretwalda, genoemd. Gedetailleerde bronnen over de slag ontbreken zodat de grootte en samenstelling van de legers, alsmede de ware identiteit van de bevelhebbers onzeker blijft.

## Locatie en datum
De locatie en de datum van de slag zijn onbekend, maar historici hebben in de loop van de jaren wel enkele theorieën bedacht.

### Locatie
Historici hebben een aantal mogelijke locaties voor de slag op een rij gezet:
- Mynydd Baedan, een heuvel in Zuid-Wales.
- De Badbury Rings, een heuvelfort uit de IJzertijd in Dorset, Engeland.
- Solsbury Hill, een heuvel in de omgeving van Bath in Somerset, Engeland.
- Buxton, een oud Romeins kuuroord in Derbyshire, Engeland.
- Liddington Castle, een heuvelfort in Wiltshire, Engeland.
- Bardon Hill, de hoogste heuvel van Leicestershire, Engeland.

Over de locatie wordt veel gespeculeerd en men weet niet of de slag diep in Brits territorium plaatsvond of dat de locatie dichter bij de Wansdyke, de frontlijn tussen de Britten en Angelsaksen, gezocht moet worden. Een van de bronnen waarin melding wordt gemaakt van de slag, de geschriften van de Britse monnik Gildas, spreekt van: "Obsessionis Badonici montis". Dit wijst op een belegering en op een locatie dieper in Brits territorium, maar dit is niet met zekerheid te zeggen.

### Datum
Ook over de datum is veel onduidelijkheid en het enige dat zeker is, is dat de slag plaatsvond in het decennium voor of na 500. Er zijn verschillende bronnen waaruit informatie met betrekking tot de datum te herleiden is.

#### Gildas
"ad annum obsessionis Badonici montis ... quique quadragesimus quartus ut novi orditur annus mense iam uno emenso qui et meae nativitatis est"
- Dit kan als volgt vertaald worden: "In het jaar van het beleg van Badon... hetgeen gebeurde 44 jaar en 1 maand geleden, in het jaar van mijn geboorte". Gildas uitte in zijn werken een aanklacht tegen koning Maelgwn van Gwynedd en schreef deze passage dan ook tijdens diens leven. Maelgwn stierf in 547 en dus kan de slag niet later hebben plaatsgevonden dan 503.
- De Angelsaksische monnik Beda, die in de vroege 8e eeuw leefde, had een exemplaar van Gildas tot zijn beschikking. Hij trok de conclusie dat de slag 44 jaar na de aankomst van de Angelsaksen in Engeland plaatsvond. Als datum van de aankomst kan 447 (de inbezitneming van het eiland Thanet) of 449 aangemerkt worden, hetgeen inhoudt dat de slag bij Mons Badonicus in 491 of in 493 plaatsvond.

#### Annales Cambriae
De Annales Cambriae, een Welshe kroniek, geeft 516 als het jaar van de slag, maar de jaartallen voor 525 worden als onbetrouwbaar aangemerkt omdat pas vanaf dat jaar de notities worden gekoppeld aan de gangbare data voor Pasen.

## Verwijzingen naar koning Arthur

### Taliesin
In een Welsh gedicht dat wordt toegeschreven aan de bard Taliesin, die aan het einde van de 6e eeuw leefde, wordt melding gemaakt van: "De slag bij Badon met Arthur, belangrijke gever van grote feesten...de slag die iedere man zich kan herinneren". "Belangrijke gever van feesten" kon wijzen op een belangrijke leider.

### Historia Brittonum
In de Historia Britonum, in de 9e eeuw geschreven door de Welshe monnik Nennius, worden tradities beschreven waarin Arthur wordt genoemd als leider van de Britten in de slag bij Mons Badonicus.

## Resultaat
Hoewel de details rondom de veldslag onbekend blijven, is het duidelijk dat de slag een grote invloed had op het Brittannië van de 6e eeuw. De slag luidde een periode van rust en vrede in die 40 jaar zou duren. De impact van de slag wordt duidelijk in archeologische vondsten en in bronnen:
- De Anglo-Saxon Chronicle, de belangrijkste bron met betrekking tot de Angelsaksen in Engeland, zwijgt over de veldslag en er wordt 70 jaar lang niet meer in geschreven.
- In de 6e eeuw deden veel verhalen de ronde dat grote groepen Angelen en Saksen terugzeilden naar hun stamlanden in Duitsland. Ook de geschiedkundige Procopius schrijft dat veel Britten en Angelsaksen hun eiland (Brittannië) zo vol vonden dat ze naar Gallië overstaken om geschikte vestigingsplaatsen te vinden.

Deze bronnen wijzen op een serieuze tegenslag in de Angelsaksische pogingen om Brittannië te veroveren.
Ook wijst archeologisch onderzoek uit dat veel Angelsaksische nederzettingen in de buurt van de frontlijn verlaten werden en dat de Britten hun heerschappij weer konden uitbreiden in zuidoostelijke richting.